# غريغ ودهاوس
غريغ ودهاوس (بالإنجليزية: Greg Woodhouse)‏ هو لاعب كرة قدم أسترالي، ولد في 2 يناير 1960. شارك مع منتخب أستراليا تحت 20 سنة لكرة القدم ومنتخب أستراليا لكرة القدم. أما مع النوادي، فقد لعب مع سيدني تايغرز ونادي سيدني يونايتد 58.